# Филоновское сельское поселение (Волгоградская область)
Фило́новское се́льское поселе́ние — муниципальное образование в составе Новоаннинского района Волгоградской области.
Административный центр — станица Филоновская.

## История
Филоновское сельское поселение образовано 21 декабря 2004 года в соответствии с Законом Волгоградской области № 970-ОД.

## Население
| 2010  | 2012  | 2013  | 2014  | 2015  | 2016  | 2017  |
| ----- | ----- | ----- | ----- | ----- | ----- | ----- |
| 1970  | ↘1913 | ↘1895 | ↘1892 | ↘1867 | ↘1855 | ↘1795 |
| 2018  | 2019  | 2020  | 2021  |       |       |       |
| ↘1744 | ↘1689 | ↘1652 | ↘1630 |       |       |       |

## Состав сельского поселения
| № | Населённый пункт | Тип населённого пункта          | Население |
| - | ---------------- | ------------------------------- | --------- |
| 1 | Гослесопитомник  | посёлок                         | 57        |
| 2 | Рожновский       | хутор                           | 312       |
| 3 | Саломатин        | хутор                           | 374       |
| 4 | Филоновская      | станица, административный центр | 1227      |